# Quận Renville, North Dakota
Quận Renville là một quận thuộc tiểu bang Bắc Dakota, Hoa Kỳ. Quận lỵ đóng ở Mohall6. Quận được đặt tên theo Joseph Renville. Dân số theo điều tra năm 2010 của Cục điều tra dân số Hoa Kỳ là 2470 người.

## Địa lý
Theo Cục điều tra dân số Hoa Kỳ, quận này có diện tích 2313km2, trong đó có 41km2 là diện tích mặt nước.